# Олда (Небраска)
Олда (англ. Alda) — селище (англ. village) в США, в окрузі Голл штату Небраска. Населення — 647 осіб (2020).

## Географія
Олда розташована за координатами 40°52′11″ пн. ш. 98°28′10″ зх. д. / 40.86972° пн. ш. 98.46944° зх. д. (40.869660, -98.469529).  За даними Бюро перепису населення США в 2010 році селище мало площу 0,91 км², уся площа — суходіл. В 2017 році площа становила 1,46 км², уся площа — суходіл.

## Демографія
Згідно з переписом 2010 року, у селищі мешкали 642 особи в 229 домогосподарствах у складі 170 родин. Густота населення становила 703 особи/км².  Було 253 помешкання (277/км²).
Расовий склад населення:
| - 85,2 % — білих - 0,9 % — чорних або афроамериканців - 13,7 % — осіб інших рас |

До двох чи більше рас належало 0,2 %. Частка іспаномовних становила 16,0 % від усіх жителів.
За віковим діапазоном населення розподілялося таким чином: 30,4 % — особи молодші 18 років, 59,2 % — особи у віці 18—64 років, 10,4 % — особи у віці 65 років та старші. Медіана віку мешканця становила 33,5 року. На 100 осіб жіночої статі у селищі припадало 101,9 чоловіків;  на 100 жінок у віці від 18 років та старших — 105,0 чоловіків також старших 18 років.
Середній дохід на одне домашнє господарство  становив 46 317 доларів США (медіана — 45 982), а середній дохід на одну сім'ю — 54 128 доларів (медіана — 54 375). Медіана доходів становила 37 546 доларів для чоловіків та 25 769 доларів для жінок. За межею бідності перебувало 14,8 % осіб, у тому числі 23,3 % дітей у віці до 18 років та 0,0 % осіб у віці 65 років та старших.
Цивільне працевлаштоване населення становило 272 особи. Основні галузі зайнятості: виробництво — 21,7 %, роздрібна торгівля — 19,5 %, освіта, охорона здоров'я та соціальна допомога — 18,4 %.